# Campagne de Franklin-Nashville
Batailles
Campagne de Franklin-Nashville
- Allatoona
- Decatur
- Johnsonville
- Columbia
- Spring Hill
- Franklin
- 3e Murfreesboro
- Nashville
- Anthony's Hill

La campagne de Franklin-Nashville (également connue sous le nom de campagne de Hood au Tennessee) est l'ensemble des manœuvres militaires et des combats qui se déroulèrent, du 18 septembre au 27 décembre 1864, sur le théâtre occidental de la guerre de Sécession dans les États de l'Alabama, du Tennessee et dans le nord-ouest de la Géorgie. C'est la dernière offensive stratégique sudiste de la guerre de Sécession.
Pendant cette campagne, l'armée du Tennessee (Confédérée) commandée par le lieutenant-général John Bell Hood quitte Atlanta (Géorgie) en direction du nord pour menacer le centre du Tennessee, contrôlé par les troupes nordistes et les lignes de communication du major-général nordiste William Tecumseh Sherman. Après s'être brièvement lancé à la poursuite de Hood, Sherman regagne Atlanta, d'où il lance sa marche vers la mer, laissant le soin au major-général George H. Thomas de réduire la menace que constituent les forces de Hood. Hood pensait battre les forces de l'Union, placées sous le commandement du major-général John Schofield, avant qu'elles ne puissent effectuer leur jonction avec l'armée de Thomas. C'est ce qu'il tenta, le 29 novembre, lors de la Bataille de Spring Hill, mais le manque de coordination des Confédérés permit à Schofield de s'échapper. Le lendemain, Hood lança une série d'assauts frontaux et inutiles contre les retranchements de Schofield (bataille de Franklin), faisant subir de lourdes pertes à ses troupes. Schofield se retira et put effectuer sa jonction avec Thomas à Nashville (Tennessee). Les 15 et 16 décembre, l'armée de Thomas attaqua l'armée de Hood, très diminuée, et l'écrasa lors de la bataille de Nashville, l'envoyant battre en retraite jusqu'à Tupelo (Mississippi).

## Forces en présence

### Confédérés
L'armée du Tennessee, commandée par le lieutenant-général John Bell Hood et composée de 39 000 hommes, constituait — en termes d'effectifs — le second contingent restant à la disposition de la Confédération, juste derrière l'armée de Virginie du Nord commandée par le général Robert Lee. Elle était composée des Corps du major-général Benjamin F. Cheatham, du lieutenant-général Stephen D. Lee, et du lieutenant-général Alexander P. Stewart, avec la cavalerie commandée par le major-général Nathan Bedford Forrest.

### Union
Au commencement de la campagne, les forces de l'Union regroupées sous la dénomination de « Division militaire du Mississippi » étaient commandées par William Tecumseh Sherman à Atlanta, mais sa participation effective à la campagne ne dura que jusqu'à la fin du mois d'octobre. Sous Sherman se trouvait l'armée du Cumberland, commandée par le major-général George H. Thomas, « le Roc de Chickamauga ») (qui avait succédé à sa tête au major-général William Starke Rosecrans). Après le départ de Sherman, Thomas devint le principal commandant nordiste sur place. Il avait la main sur l'armée de l'Ohio, commandée par le major-général John M. Schofield et comptant 34 000 hommes, répartis entre le IVe Corps du major-général David S. Stanley, du XXIIIe Corps du brigadier-général Jacob D. Cox, ainsi qu'un Corps de cavalerie commandé par le major-général James H. Wilson. Thomas disposait en outre de 26 000 hommes supplémentaires basés à Nashville et répartis sur le territoire de son Département.

## Contexte

Carte de la campagne de Franklin–Nashville.
Confédérés
Union

Après la chute et l'occupation d'Atlanta (2 septembre 1864), l'armée sudiste avait reflué vers l'ouest et s'était regroupée à Lovejoy's Station. Pendant près d'un mois, Sherman, habituellement combatif, avait peu bougé et beaucoup de ses hommes, désœuvrés, avaient quitté les rangs de l'armée à la fin de leur période d'engagement. Le 21 septembre, Hood déplaça ses forces vers Palmetto (Géorgie), où il reçut, le 25 du même mois, la visite du président confédéré Jefferson Davis. Les deux hommes définirent leur stratégie : Hood se dirigerait vers Chattanooga (Tennessee), et viserait les lignes de communication de Sherman. Ils espéraient que Sherman se laisserait attirer et que Hood pourrait le manœuvrer, sur un terrain favorable aux rebelles, lors d'une bataille décisive. Durant sa visite, Davis fit part à Hood de sa déception concernant sa prestation durant la campagne d'Atlanta, lors de laquelle il avait perdu des dizaines de milliers d'hommes en livrant des assauts frontaux contestables qui lui avaient apportés peu de gains. Il lui fit comprendre qu'il envisageait de le remplacer à la tête de l'armée. Après le départ de Davis pour Montgomery (Alabama), le président télégraphia cependant à Hood pour lui dire qu'il le confirmait dans ses responsabilités, accédant même à sa demande de voir le lieutenant-général William J. Hardee, un des principaux commandants de corps d'armée de Hood, quitter l'armée du Tennessee. Mais Davis mit également en place, pour superviser Hood et le Département du lieutenant-général Richard Taylor, un nouveau commandant pour le théâtre d'opérations, en la personne du général P.G.T. Beauregard,.
Sherman entendait faire route vers l'est pour s'emparer de la ville de Savannah (la campagne correspondante est connue sous le nom de marche de Sherman vers la mer ou campagne de Savannah), mais il s'inquiétait pour ses lignes de communication avec Chattanooga. Une des menaces les plus pressantes était celle que faisait peser la cavalerie confédérée de Nathan Bedford Forrest, qui avait à plusieurs reprises perturbé les expéditions nordistes par des raids éclairs visant les arrières de l'ennemi. Le 29 septembre, le lieutenant-général Ulysses S. Grant ordonna à Sherman de le débarrasser de Forrest et Sherman dépêcha Thomas à Nashville (Tennessee), pour organiser toutes les forces présentes sur zone. Sherman envoya également une autre division, commandée par le brigadier-général James D. Morgan, à Chattanooga.
Sherman avait connaissance des objectifs de Hood. Dans un discours répété à chaque étape lors de son retour vers Richmond, la capitale confédérée, et repris par la presse que lisait avidement Sherman, Jefferson Davis avait annoncé le succès de Hood :
« 

La stratégie du général Hood a été la bonne et sa conduite a été valeureuse. Ses yeux sont désormais fixés au loin, à une grande distance de l'endroit où il a été attaqué par l'ennemi. Il espère avoir bientôt la main sur les lignes de communication de Sherman et de l'amener là où il pourra le tenir à sa merci. […] Je crois qu'il est en notre pouvoir de planter le drapeau de la Confédération sur les rives de l'Ohio, d'où nous pourrons dire aux Yankees : « restez tranquilles, ou bien nous vous administrerons une autre leçon ».

 »

## Attaque confédérée contre les lignes de ravitaillement de Sherman
Dans un premier temps, la stratégie des Confédérés porta ses fruits. Sherman fut obligé de disperser ses forces pour protéger ses lignes de communication. Il ne tomba cependant pas complètement dans le piège tendu par Hood. Il s'organisa pour donner à Thomas les troupes dont il aurait besoin pour affronter Hood et Forrest, tout en continuant à planifier son attaque sur Savannah. Le 29 septembre, Hood traversa la rivière Chattahoochee et se dirigea vers le nord-est avec 40 000 hommes, pour attaquer la ligne de chemin de fer du Western & Atlantic Railroad qui servait à Sherman de ligne de ravitaillement. Le 1er octobre, alors qu'elle effectuait un raid contre le chemin de fer à proximité de Marietta, la cavalerie de Hood fut interceptée par celle de l'Union, commandée par les brigadiers-généraux Judson Kilpatrick et Kenner Garrard. Cependant, Sherman n'arrivait pas à localiser Hood et, pendant trois semaines, il eût des difficultés à suivre ses mouvements. Le général sudiste se déplaçait en effet avec rapidité, masquait ses mouvements et gardait l'initiative. La cavalerie de l'Union, que Sherman avait négligé de former à ce type de situation, n'arrivait pas à suivre Hood et à le renseigner sur ses intentions
Le 3 octobre, tandis que Thomas arrivait à Nashville, les Confédérés de Stewart s'emparèrent de Big Shanty, aujourd'hui Kennesaw (Géorgie), et de la garnison fédérale composée de 175 hommes. Le jour suivant, ils prirent Acworth (Géorgie), où ils firent prisonniers 250 Nordistes. Sherman laissa le major-général Henry W. Slocum à Atlanta et fit route vers Marietta avec 55 000 hommes. Hood scinda son effectif, en dépêchant l'essentiel à Dallas (Géorgie). Le reste, une division commandée par le major-général Samuel G. French, se déplaça, suivant la ligne de chemin de fer, vers Allatoona, (Géorgie).

## Allatoona (5 octobre)
La petite garnison présente à Allatoona, une fraction de brigade, était commandée par le colonel John Tourtellotte. Avant l'arrivée des Sudistes, Sherman lui avait envoyé une brigade de renfort conduite par le brigadier-général John M. Corse, qui prit le commandement des deux unités. Les Fédéraux occupaient des positions retranchées solides dans deux redoutes terrassées de part et d'autre d'une tranchée creusée pour passage du chemin de fer et faisant 55 mètres de large par 20 mètres de profondeur. La plupart des défenseurs, dont l'intégralité du 7th Illinois, étaient armés de fusils Henry à répétition.
La Division de French arriva à proximité d'Allatoona à l'aube du 5 octobre. Après un pilonnage d'artillerie de deux heures, French proposa aux Nordistes de se rendre, mais Corse refusa. French lança alors une attaque par le nord (contre l'arrière des fortifications fédérales) et deux autres par l'ouest. Les hommes de Corse survécurent aux deux heures d'assaut contre le Star Fort, la principale de leurs fortifications, sur le côté ouest de la tranchée, mais ils y étaient coincés et Tourtellotte envoya des renforts prélevés sur le fort de l'est. Étant donné la pression, la reddition des Fédéraux paraissait inévitable quand, vers midi, French reçut une dépêche qui l'informait (à tort) qu'un important contingent Nordiste approchait en provenance d'Acworth. Il se retira à contrecœur, vers deux heures de l'après-midi. Bien que les combats d'Allatoona n'aient pas été très importants, le pourcentage de pertes s'avéra élevé.

## Resaca, Dalton et les manœuvres en Alabama
Hood fit alors mouvement vers l'ouest et traversa la Coosa River à proximité de Rome (Géorgie), juste à côté de la frontière avec l'Alabama. Il obliqua vers le nord en direction de Resaca (Géorgie), et opéra sa jonction avec la cavalerie du major-général Joseph Wheeler, qui revenait d'un raid dans l'État du Tennessee. Le 12 octobre, Hood exigea la reddition de la brigade de l'Union stationnée à Resaca et laissa sur place le Corps du lieutenant-général Stephen D. Lee mettre le siège devant la localité. Les 700 soldats placés sous le commandement du colonel Clark R. Weaver rejetèrent l'ultimatum de Hood, qui avait pourtant spécifié qu'il n'y aurait pas de prisonniers. Weaver lui répondit : « Selon moi, nous pouvons tenir cette position. Si vous la voulez, venez la prendre… ». Hood n'attaqua pas les positions fédérales, estimant qu'un assaut serait trop coûteux. Il préféra ignorer la ville, passant au nord, et continua le sabotage de la voie ferrée.
Pendant ce temps, Sherman avait localisé Hood et envoyé des renforts à Resaca. Ils arrivèrent sur place le 13 octobre, trop tard pour affronter Hood. Ce dernier envoya le lieutenant-général Alexander P. Stewart vers le nord jusqu'à Tunnel Hill (Géorgie), à la frontière du Tennessee, pour saboter la voie ferrée autant que possible. Pendant l'opération, le 13 octobre, Stewart captura la garnison de Dalton (Géorgie), dans des circonstances peu reluisantes. Les 751 nordistes du colonel Lewis Johnson comptaient en effet une forte proportion de soldats afro-américains, ce qui mit en rage les hommes de Hood. Lors des négociations préalables à la reddition, Johnston insista pour que les troupes noires soient traitées comme des prisonniers de guerre, mais Hood lui répondit que « tous les esclaves appartenant à des citoyens de la Confédération » devaient être retournés à leurs maîtres. Impuissant à défendre la garnison, Johnson se rendit et 600 soldats noirs furent dépouillés de leurs chaussures et d'une partie de leurs vêtements, puis accompagnés jusqu'à la voie de chemin de fer, où ils furent assignés à la destruction de plusieurs kilomètres de rails sous la supervision de la division du major-général William B. Bate. Six d'entre eux furent fusillés pour avoir refusé le travail forcé ou s'être avérés inaptes. Le colonel Johnson écrivit plus tard que le traitement reçu par ses hommes « dépassait en brutalité tout ce dont [il avait] jamais été témoin ». Johnson et ses officiers blancs furent libérés sur parole le jour suivant, mais certains soldats noirs durent retourner à l'esclavage.
Hood quitta Resaca en effectuant une marche de six jours vers l'ouest jusqu'à Gadsden (Alabama), qu'il atteignit le 20 octobre. Il avait espéré attirer Sherman pour lui livrer combat à proximité de LaFayette (Géorgie), mais ses subordonnés l'avaient convaincu que leurs troupes n'étaient pas en état de lancer une attaque. Il estimait d'ailleurs que la campagne était d'ores et déjà un succès, ayant détruit une trentaine de kilomètres de rails. Ces sabotages ne furent qu'un inconvénient passager pour les troupes de l'Union : Sherman affecta jusqu'à 10 000 de ses hommes à les remettre en état et, le 28 octobre, le service était rétabli entre Chattanooga et Atlanta. Sherman donna la chasse à Hood jusqu'à Gaylesville (Alabama), arrêtant la poursuite 45 km avant Gasden.
Hood commença à préciser sa stratégie. Il devait empêcher l'armée de Thomas d'opérer sa jonction avec Sherman et de l'écraser. Il estima que s'il entrait rapidement sur le territoire du Tennessee, il pourrait battre Thomas avant que les forces de l'Union ne se soient réunies. Après avoir éliminé Thomas, Hood pensait pousser vers le centre du Kentucky, pour renforcer son armée en y recrutant des volontaires issus de l'endroit ou venus du Tennessee. Il estimait pouvoir atteindre ces objectifs avant l'arrivée de Sherman. Si Sherman le poursuivait, il lui livrerait combat au Kentucky ; de là, il irait vers l'est et passerait le Cumberland Gap pour porter secours à Robert E. Lee, assiégé dans Petersburg. Le 21 octobre, le général Beauregard approuva à contrecœur le plan de Hood, car il était préoccupé des défis logistiques que posaient ces projets d'invasion. Beauregard insista pour que la cavalerie de Wheeler soit détachée pour surveiller Sherman, et assigna les cavaliers de Nathan Bedford Forrest à l'expédition de Hood. Ce dernier se mit en marche vers Decatur (Alabama), avec le projet de rejoindre Forrest dans les environs de Florence (Alabama), d'où ils se dirigeraient vers le nord, puis entreraient au Tennessee.
À cette date, Sherman venait de recevoir l'accord de Grant pour entreprendre sa marche sur Savannah. Il se concentra sur le court terme et la poursuite de Hood. Il ordonna à Thomas de s'avancer depuis Nashville pour arrêter l'avance de Hood. Pour le soutenir, il demanda au IVe corps de Stanley de rejoindre Chattanooga et au XXIIIe Corps de Schofield de se rendre à Nashville, tandis que le major-général Andrew J. Smith et son XVIe corps quitteraient le Missouri pour Nashville. Le 10 novembre, le reste des troupes de Sherman était sur la route du retour vers Atlanta.

## Raid de Forrest au Tennessee occidental (16 octobre – 16 novembre)
Une des lignes de ravitaillement vitale de Fédéraux empruntait le cours du Tennessee. Les subsistances étaient débarquées à Johnsonville, puis expédiées par train vers Nashville. Le lieutenant-général Richard Taylor envoya le major-général Nathan Bedford Forrest effectuer un raid de cavalerie à travers le Tennessee occidental pour détruire cette ligne de ravitaillement. Les premiers détachements de Forrest se mirent en route le 16 octobre. Forrest, quant à lui, partit vers le nord le 24 et atteignit Fort Heiman, sur le cours du Tennessee, le 28. Il y plaça son artillerie ; les 29 et 30 octobre, ses batteries lui permirent de capturer trois bateaux à vapeur et deux canonnières de l'Union. Forrest fit réparer deux des navires (Undine et Venus) pour constituer une petite flottille qui l'aiderait dans son attaque sur Johnsonville. Le 2 novembre, ses bateaux furent pris à partie par deux canonnières de l'Union (Key West et Tawah), et la Venus s'échoua et fut capturée.
Les Nordistes envoyèrent six canonnières supplémentaires depuis Paducah (Kentucky) et, le 3 novembre, ils engagèrent un duel d'artillerie avec les positions retranchées confédérées situées aux deux extrémités de Reynoldsburg Island, à proximité de Johnsonville. La flotte fédérale eut de grandes difficultés à faire taire ces batteries et resta mobilisée à cet endroit pendant que Forrest planifiait son attaque sur Johnsonville.
Au matin du 4 novembre, la Undine, ainsi que les positions confédérées, furent attaquées par trois canonnières de l'Union venues de Johnsonville, appuyées par les six canonnières de Paducah. La Undine fut abandonnée et incendiée, ce qui fit exploser son magasin de munitions et marqua la fin de la brève carrière de Forrest comme officier de marine. Malgré cette perte, l'artillerie terrestre des rebelles tint en respect les bateaux nordistes. Les canons de Forrest bombardèrent le dépôt de ravitaillement de l'Union et les 28 bateaux à vapeur et barges qui stationnaient à quai. Trois canonnières de l'Union furent mises hors de combat ou détruites. L'officier commandant la garnison nordiste ordonna que les bateaux de ravitaillement soient brûlés pour éviter qu'ils ne soient capturés par les Confédérés.
Forrest avait infligé à l'Union des pertes énormes à un coût extrêmement réduit. Il comptait seulement deux morts et neuf blessés et estimait les pertes de l'Union à quatre canonnières, quatorze transports de troupes, vingt barges, vingt-six pièces d'artillerie, $ 6 700 000 de dommages et 150 prisonniers. De son côté, un officier de l'Union chiffra les dommages autour de $ 2 200 000. Les hommes de Forrest, retardés par des pluies torrentielles, continuèrent sur Perryville (Tennessee) et atteignirent Corinth (Mississippi) le 10 novembre. Pendant le raid, le 3 novembre, Beauregard rattacha la cavalerie de Forrest à l'armée du Tennessee de Hood. Hood décida de reporter sa marche de Florence à Tuscumbia jusqu'à ce que Forrest soit en mesure de le rejoindre, ce qui fut fait le 16 novembre.

## Decatur (26-29 octobre)
Hood quitta Gadsden le 22 octobre pour se porter sur Guntersville (Alabama), où il voulait franchir le Tennessee. Apprenant que le point de passage était fortement gardé et craignant que les batteries fédérales ne détruisent les ponts flottants qu'il y pourrait placer, il changea brutalement de cap et se porta sur Decatur, à une cinquantaine de kilomètres à l'ouest. Quand il y arriva, le 26 octobre, il découvrit qu'un contingent nordiste de 3 à 5 000 hommes défendait une ligne retranchée comprenant deux forts et un kilomètre et demi ponctué de trous de tirailleurs. Deux canonnières fédérales patrouillaient la rivière. Le 28 octobre, des tirailleurs confédérés avancèrent, dans un brouillard épais, jusqu'à un ravin situé à 800 mètres des fortifications nordistes. Vers midi, un petit détachement fédéral les chassa du ravin, faisant 125 prisonniers. Hood, concluant qu'il ne pourrait pas supporter les pertes liées à un assaut frontal, se retira avec ses hommes. Il décida à nouveau de faire route vers l'ouest, et de tenter la traversée du Tennessee à proximité de Tuscumbia (Alabama).

## Columbia (24-29 novembre)
Hood attendit Forrest à Tuscumbia pendant près de trois semaines, tandis que son commissaire aux approvisionnements tentait de rassembler vingt jours de rations pour la campagne à venir. C'était une tâche difficile, car la ligne de ravitaillement était fragile, empruntant deux lignes de chemin de fer, puis 25 kilomètres de routes défoncées jusqu'à Tuscumbia, sur lesquelles le transport était effectué par des fourgons tirés par des chevaux mal nourris ou par des bœufs. Hood transféra son quartier-général à Florence le matin du 13 novembre et le Corps du major-général Benjamin F. Cheatham traversa la rivière le jour-même. Les fourgons et le bétail suivirent le 14 novembre. Le dernier Corps, mené par le lieutenant-général Alexander P. Stewart, traversa le Tennessee le 20 novembre.
Le 16 novembre, Hood fut informé que Sherman s'apprêtait à quittait Atlanta pour entamer sa marche vers la mer. Beauregard ordonna à Hood de passer à l'action pour détourner Sherman de son objectif, insistant sur l'importance de faire mouvement avant que Thomas n'ait consolidé son effectif et ses positions. Sherman et Thomas estimaient probable que Hood suivrait Sherman à travers la Géorgie. Thomas savait que Hood amassait du ravitaillement en prévision d'un mouvement vers le nord, il n'en tint pas compte. Les pluies torrentielles du mois de novembre avaient rendu les routes impraticables. Le 21 novembre, cependant, Thomas constata que les trois Corps de Hood s'étaient mis en mouvement et il donna ordre à Schofield de se retirer en bon ordre vers le nord pour protéger Columbia avant que Hood ne s'en empare. Schofield arriva à Pulaski dans la nuit du 13 novembre, et y prit le commandement de toutes les forces présentes sur place, dont le IVe Corps. Thomas restait inquiet : les 10 000 hommes du XVIe Corps, commandés par le major-général Andrew J. Smith, n'étaient pas arrivés en renfort du Missouri, comme cela avait été convenu.

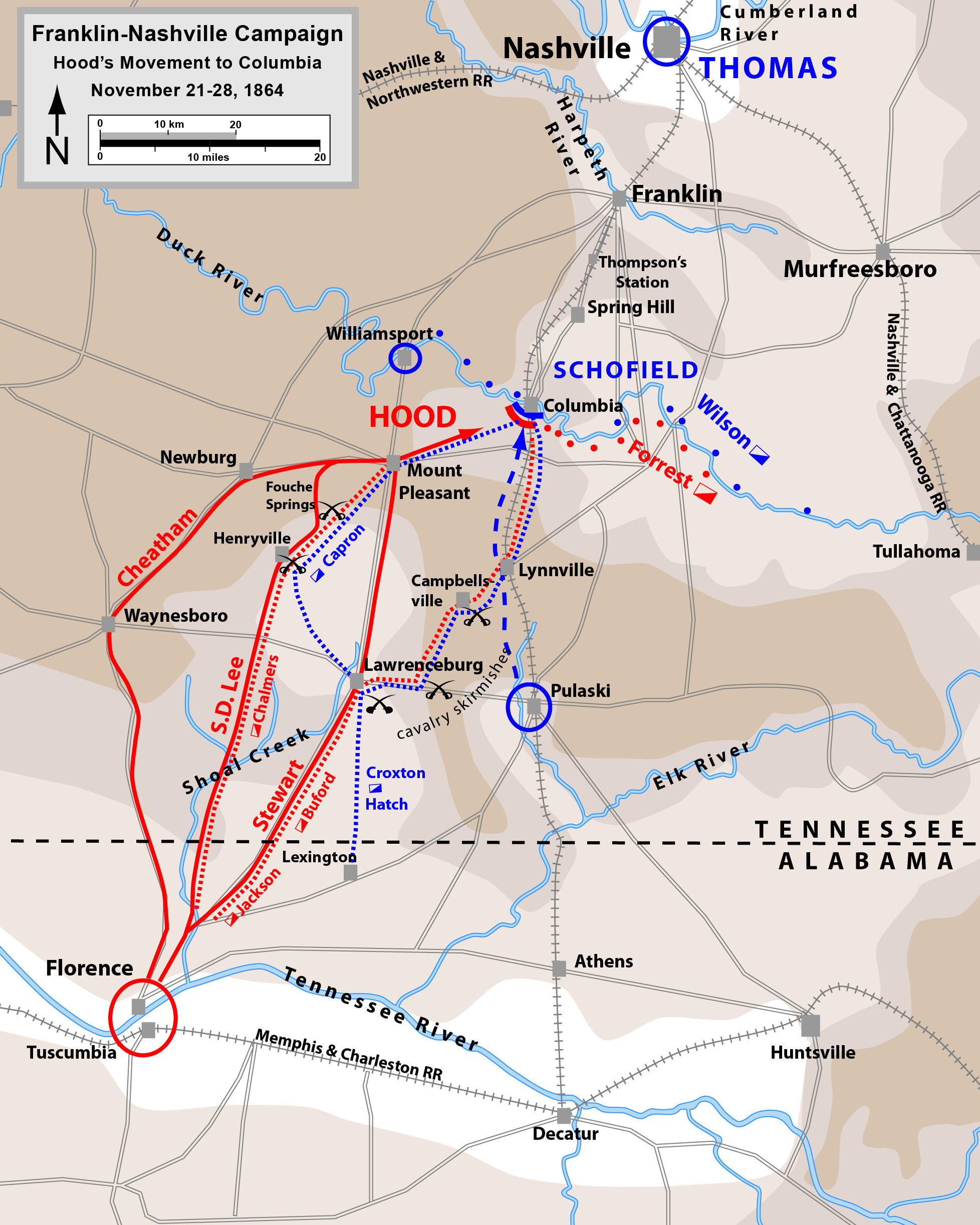
L'itinéraire de Hood, depuis Florence jusqu'à Columbia.

L'armée de Hood quitta Florence le 21 novembre, organisée en trois colonnes, avec Cheatham sur la gauche, Lee au centre, et Stewart à droite, tous protégés par la cavalerie de Forrest. Hood comptait rassembler ses unités à Mount Pleasant (Tennessee) et, de là, faire route vers l'est pour couper la route de Schofield avant qu'il n'atteigne Columbia et la Duck. Cette marche forcée de plus de 110 km, menée à vive allure, se déroula dans des conditions épouvantables, dans la neige fondue et les rafales d'un vent glacial, ce qui rendit la progression difficile pour les rebelles mal nourris et mal vêtus. Les hommes de Hood conservait cependant un bon moral en rentrant au Tennessee.
Perturbé par la présence des unités de cavalerie de Forrest, Schofield n'avait aucune idée de la destination de l'armée confédérée. Forrest disposait de 10 000 hommes rassemblée sous un unique commandement, contre les 4 300 cavaliers nordistes disséminés sur le terrain et commandés par le major-général James H. Wilson, à peine arrivé du théâtre oriental pour réorganiser la cavalerie de Thomas. Le 23 novembre, la cavalerie confédérée arriva à Mount Pleasant. La brigade du brigadier-général John T. Croxton se trouva dépassée par les effectifs de Forrest, et Thomas lui envoya en renfort la division du brigadier-général Edward Hatch ainsi que la brigade du colonel Horace Capron.
Forrest maintint la pression et, le 23 novembre, des escarmouches éclatèrent sur le front, depuis Henryville jusqu'aux parages de Mount Pleasant. À l'est, les division de Forrest commandées par les brigadiers-généraux Abraham Buford et William H. Jackson chassèrent la division de Hatch hors de Lawrenceburg (Tennessee) et la repoussèrent jusqu'à Pulaski. Au matin du 24 novembre, Schofield mit en marche ses deux corps d'infanterie vers le nord et vers Columbia. Forrest donna la chasse aux Fédéraux avec la division du brigadier-général James R. Chalmers, qui occupa Mount Pleasant et attaqua les unités de Capron à plusieurs reprises en les repoussant vers le nord. Buford et Jackson chassèrent Hatch vers le nord en direction de Lynnville et firent de nombreux prisonniers, mais la cavalerie confédérée ne put empêcher la division du brigadier-général Jacob D. Cox d'atteindre Columbia. Le Corps de Stanley effectua une marche de 50 km depuis Pulaski pour lui porter assistance. Ensemble, ils commencèrent à creuser des tranchées en arc de cercle au sud de la ville.
Le matin du 24 novembre, la cavalerie de Forrest commença à sonder les défenses nordistes dans le but de percer leurs lignes de retranchements. L'artillerie confédérée pilonna les défenses nordistes et de nombreuses escarmouches eurent lieu. Mais les soldats de l'Union s'aperçurent bientôt qu'il ne s'agissait que d'une démonstration de force impliquant une seule division d'infanterie et faisant diversion pour permettre à Hood de franchir le cours de la Duck soit en amont, soit en aval, et de les couper de Thomas, qui regroupait ses forces à Nashville.
Le matin du 26 novembre, Schofield reçut de Thomas l'ordre de tenir la rive nord de la Duck jusqu'à ce que les renforts commandés par A. J. Smith puissent arriver de Nashville. Schofield pensait déplacer ses fourgons pendant la journée et son infanterie pendant la nuit, en utilisant un pont de chemin de fer et un pont flottant récemment installé, mais les fortes pluies de la journée avaient rendu les abords du pont impraticables. Le soir, le gros des rebelles de l'armée du Tennessee atteignit les fortifications élevées au sud de Columbia.

## Spring Hill (29 novembre)
« 

Au Tennessee [Hood] cherchait à réaliser un plan ambitieux : la prise de Nashville, une marche sur Cincinnati, la traversée de l'Ohio. À plusieurs reprises, depuis qu'il avait atteint le nord de la Géorgie en octobre, il avait changé d'objectif, non pas en raison de manœuvres inattendues de la part des Nordistes, mais plutôt parce qu'il n'avait pas de but précis, sauf ce rêve persistant, propre aux Confédérés, que la victoire, et peut-être la gloire avec elle, se trouvaient sur les rives de l'Ohio.

— Thomas L. Connelly, Autumn of Glory.

 »
Le 28 novembre, Forrest passa la rivière à l'est de la ville sans rencontrer de réelle résistance de la part de la cavalerie nordiste. Les cavaliers sudistes avaient trompé Wilson et attiré ses hommes vers le nord-est, à l'écart de l'action. Le même jour, Thomas ordonna à Schofield de se préparer à reculer vers Franklin (Tennessee). Il croyait (à tort) que l'arrivée des renforts d'A. J. Smith était imminente et il avait décidé que leurs forces combinées défendraient contre Hood une ligne située à Franklin, le long de la Harpeth River, au lieu de la Duck River. Schofield envoya d'abord ses 800 fourgons de ravitaillements, escortés par une partie de la division du IVe commandée par le brigadier-général George D. Wagner.
Le 29 novembre, Hood ordonna au Corps de Cheatham et à celui de Stewart d'effectuer un mouvement latéral vers le nord, franchissant la Duck River à Davis's Ford à l'est de Columbia, tandis que deux divisions appartenant au Corps de Lee et l'essentiel de l'artillerie restaient sur la rive sud pour faire croire à Schofield qu'un assaut général contre Columbia se préparait
Hood, chevauchant en tête de la colonne avec le Corps de Cheatham, voulait interposer son armée entre Schofield et Thomas, espérant battre Schofield pendant que les Nordistes opéraient leur retraite vers le nord depuis Columbia. Le Corps de Stewart suivit Cheatham, et la division du major-général Edward "Allegheny" Johnson (du Corps de Lee) leur emboîta le pas. Le reste du Corps commandé par Lee resta au sud de Columbia, chargé d'une démonstration de force incluant des tirs d'artillerie contre les hommes de Schofield positionnés au nord de la Duck River.
Des accrochages entre la cavalerie de Wilson et celle de Forrest se poursuivirent toute la journée. Le large mouvement tournant de Forrest, impliquant 4 000 hommes, avait forcé Wilson vers le nord jusqu'à Hurt's Corner, empêchant la cavalerie de l'Union d'interférer avec l'avance de l'infanterie de Hood. À dix heures du matin, Forrest ordonna à ses hommes de faire route à l'ouest, vers Spring Hill. Wilson expédia de nombreux messages à Schofield l'avertissant des progrès de Hood, mais il lui fallut attendre l'aube du 29 novembre pour que Schofield prête foi à ses rapports et réalise la situation dans laquelle il se trouvait. Il dépêcha Stanley vers le nord, avec des éléments du IVe Corps, pour protéger ses fourgons, mais également garder l'intersection de Spring Hill qui devait permettre à l'ensemble de l'armée de se retirer en toute sécurité à Franklin. Les cavaliers de Forrest butèrent sur des sentinelles du IVe Corps ; Stanley s'était déplacé rapidement vers le nord et avait pris position aux côtés des soldats de la division de Wagner, qui protégeaient le village de Spring Hill sur trois côtés. Les Nordistes de la brigade du colonel John Q. Lane montèrent à l'assaut et repoussèrent les cavaliers démontés. La division confédérée du major-général Patrick R. Cleburne (Corps de Cheatham) arriva en milieu d'après-midi sur la gauche de Forrest. Les cavaliers, à court de munitions, quittèrent la ligne et firent mouvement vers le nord pour pouvoir couvrir la suite de l'avancée de Hood ou pour couper la retraite de Schofield.

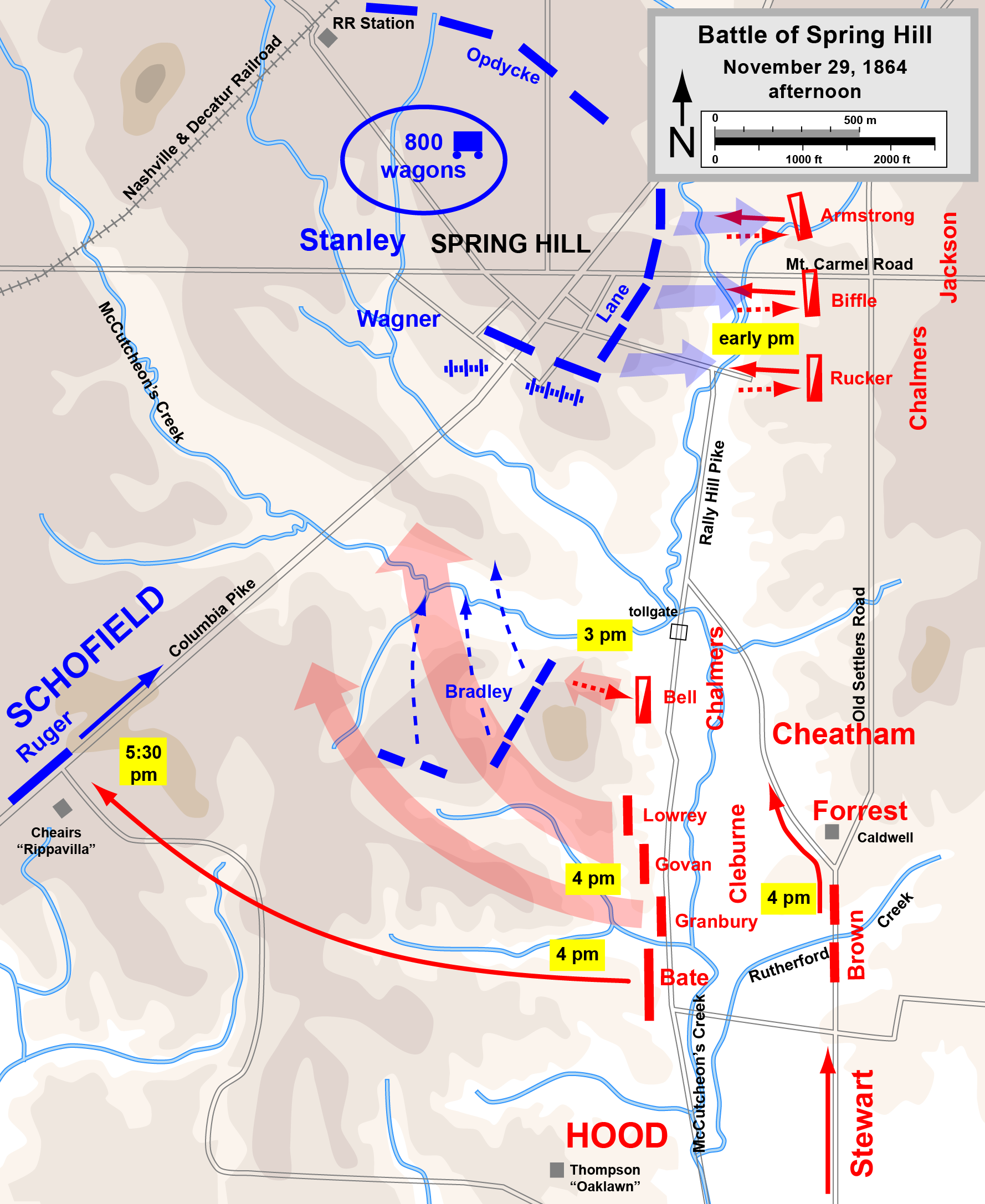
Combats de Spring Hill, après-midi, 29 novembre 1864.

La première erreur de transmission eut lieu à l'arrivée de Hood. Cheatham avait ordonné à une de ses divisions, placée sous le commandement du major-général William B. Bate, d'attaquer Spring Hill, de concert avec Cleburne, en se mettant en formation sur la gauche de ce dernier. Hood ordonna alors en personne à Bates de faire mouvement en empruntant la route de Columbia et de « charger sur Columbia ». Ni Bate, ni Hood ne prirent la peine d'informer Cheatham de ce changement de programme. Vers 17h30, les tireurs d'élite avancés de Bate firent feu sur une colonne fédérale qui approchait sur leur gauche, la division du major-général Thomas H. Ruger (XXIIIe Corps), constituant l'avant-garde des troupes de Schofield. Mais, avant que les deux divisions n'engagent le combat, un des officiers de Cheatham se présenta pour exiger que Bate revienne à ses premières instructions et se joigne à l'attaque de Cleburne. Tard dans la nuit, Bate transmit les informations concernant son contact avec la colonne nordiste, mais Cheatham ignora l'importance de cette rencontre.
À Columbia, vers 15 heures, Schofield décida que les Confédérés ne l'attaqueraient pas là où il se trouvait, et il mit en marche ses hommes pour rejoindre Spring Hill. Dès les départs des premières unités, Stephen D. Lee lança un assaut sur la position nordiste. Au moment où le gros de ses deux divisions allaient traverser, le brigadier-général Jacob D. Cox, l'officier nordiste le plus gradé restant à Columbia, entamait son retrait et, à 22 heures, les dernières troupes de l'Union quittaient la ville en empruntant la grande route Franklin.
Vers 16 heures, les 3 000 hommes de Cleburne lancèrent une attaque contre la brigade de Bradley. Alors que Cheatham pensait que Cleburne se dirigeait vers le nord et vers Spring Hill, Hood voulait que cette unité se porte sur la grand route et pivote vers la gauche pour intercepter les unités de Schofield. Cleburne fit pivoter ses brigades en les alignant vers le nord, menaçant le flanc doit de Bradley. Les hommes de ce dernier s'enfuirent alors en désordre. Les deux divisions de Cleburne leur donnèrent la chasse mais ils furent arrêtés, avant d'avoir atteint la route, par le feu nourri du IVe Corps d'artillerie.
À ce moment, la division de Cheatham commandée par le major-général John C. Brown s'était mise en position pour lancer un nouvel assaut contre Spring Hill, sur la droite de Cleburne. Mais Brown ne passa pas à l'attaque. On lui avait signalé des troupes de l'Union sur son flanc droit, alors que la cavalerie de Forrest, censée le protéger, ne semblait pas être arrivée. Brown souhaita consulter ses subordonnés avant de décider. Il envoya deux officiers chercher Cheatham et ordonna à ses hommes de ne pas bouger en attendant sa décision. Quand Cheatham et Brown furent en mesure de communiquer, la nuit était tombée sur le champ de bataille et ils décidèrent qu'un assaut mené dans ses conditions, sans rien savoir de la situation de leur flanc droit, pourrait conduire à un désastre. Hood était furieux de constater que l'assaut ne s'était pas produit comme il l'avait ordonné, et que la route restait ouverte. Il envoya un officieet d'état-major chercher Stewart, afin qu'il se joigne à Cheatham. Debout depuis 3 heures du matin, Hood partit se coucher à 21 heures, convaincu que les revers que son armée avait subis durant la journée pourraient être corrigés le lendemain matin et qu'il finirait par encercler Schofield.
La bataille de Spring Hill reste un engagement mineur en termes de pertes (350 du côté de l'Union et 500 Confédérés). Mais la conjonction d'erreurs de communication et d'un commandement hasardeux permit aux unités de Schofield, y compris celle de Cox, venant de Columbia, de passer par Spring Hill pendant que l'état-major confédéré dormait. Le passage de l'armée fut bien signalé par certains soldats, mais il n'y eut aucun effort concerté pour leur barrer la route. La cavalerie confédérée chercha à empêcher le passage des trains de ravitaillement nordistes à Thompson's Station, au nord de Spring Hill, mais l'infanterie fédérale les mit en fuite. Un simple soldat réveilla le général vers 2 heures du matin et lui indiqua qu'il avait vu une colonne fédérale faisant mouvement vers le nord, mais Hood se contenta d'envoyer une dépêche à Cheatham lui ordonnant de faire feu sur les unités en mouvement.
Le 30 novembre vers 6 heures du matin, l'armée de Schofield au complet était loin au nord de Spring Hill et son avant-garde avait déjà atteint Franklin, y édifiant des fortifications au sud de la ville. Au matin, Hood découvrit l'évasion de Schofield et, après une réunion orageuse avec ses subordonnés, il leur ordonna de reprendre la poursuite. Spring Hill avait été la meilleure opportunité qui se soit présentée à Hood d'isoler et de détruire l'armée ennemie et les reproches ne tardèrent pas à pleuvoir. Hood, qui ne doutait pas un instant d'avoir été irréprochable, estimait que Cheatham était le premier responsable. Les historiens Thomas L. Connelly, Eric Jacobson et Wiley Sword répartissent tous les responsabilités entre Hood et Cheatham.

## Bataille de Franklin (30 novembre)
L'avant-garde de Schofield était arrivée à Franklin vers 4 h 30 du matin, le 30 novembre. Jacob Cox, qui commandait temporairement le XXIIIe Corps, commença immédiatement à faire édifier des positions défensives autour de ce qui restait des retranchements construits lors de la première bataille de Franklin, en 1863. Schofield décida de défendre Franklin en s'adossant à la rivière, car il ne disposait pas des ponts flottants qui auraient permis à ses hommes de la franchir. Il avait besoin de temps pour réparer les ponts maçonnés qui l'enjambaient, mais en milieu d'après-midi, presque tous ses fourgons avaient franchi le cours de l'Harpeth et ils étaient en route pour Nashville. À midi, les retranchements nordistes formaient un demi-cercle autour de la ville, laissant juste un passage pour les fourgons là où la grande route de Columbia (Columbia Pike) pénétrait les faubourgs de la ville. Juste en arrière de la ligne des fortifications, se trouvait la Carter House, que Cox avait réquisitionnée pour en faire son quartier-général. Deux brigades de l'Union provenant de la Division de Wagner (celles des colonels John Q. Lane et Joseph Conrad) avait été positionnées à environ 700 mètres en avant de la ligne. Une troisième brigade, commandée par le colonel Emerson Opdycke, refusa d'obéir aux ordres de Wagner et de se placer aux côtés des deux premières. Elle franchit la ligne de défense de l'Union au niveau du passage laissé par la route de Columbia et se positionna en réserve.
L'armée de Hood arriva à Winstead Hill, à 3 km au sud de Franklin, vers 13 heures. Hood ordonna un assaut frontal contre les positions de l'Union, alors que le soleil baissait (le coucher de soleil était prévu à 16 h 34 ce jour-là), une décision qui fit renâcler ses subordonnés.
À nouveau, Hood espérait écraser Schofield avant qu'il n'ait le temps de se replier vers Nashville. Les Confédérés firent mouvement vers 16 heures : le Corps de Cheatham sur la gauche de l'assaut et Stewart sur la droite. Le Corps de Lee, ainsi que le gros de l'artillerie, n'étaient toujours pas arrivés de Columbia. Les forces dont disposait Hood (19 à 20 000 hommes) étaient sans doute insuffisantes pour atteindre l'objectif qu'il s'était fixé : traverser plus de 3 km de terrain découvert avec le seul soutien de deux batteries d'artillerie, puis prendre d'assaut des fortifications bien préparées.

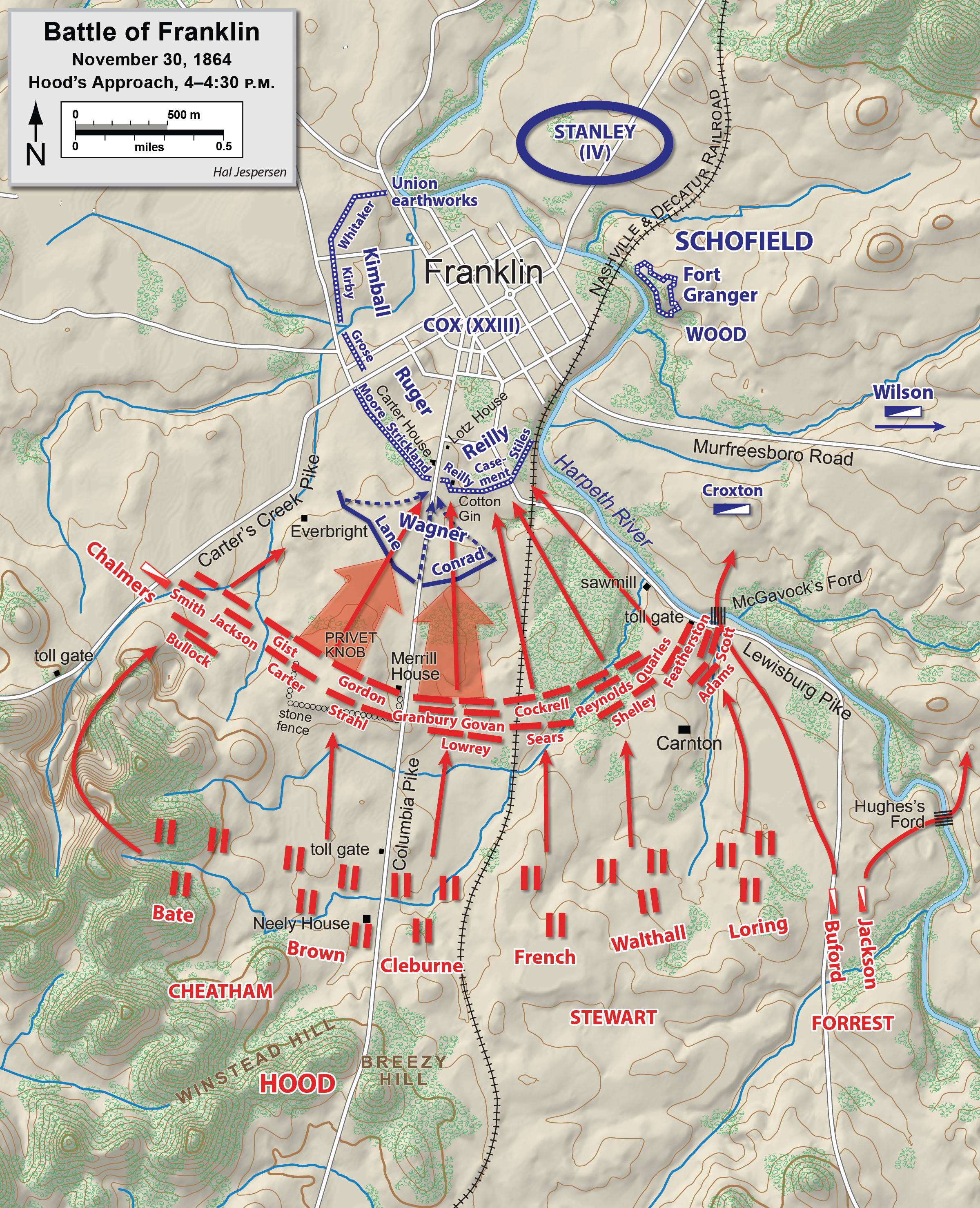
L'approche de Hood et les assauts contre la ligne avancée de Wagner.

Lancés à l'assaut, les hommes de Hood commencèrent par encercler les 3 000 soldats de Lane et de Conrad qui occupaient les postes avancés. Ceux-ci, mal retranchés derrière des protections levées en hâte et sans appui sur leurs ailes, tentèrent de tenir leurs positions, mais ils fléchirent rapidement sous la pression. Les vétérans refluèrent en désordre sur la route de Columbia, en direction de la ligne principale de fortifications, tandis que les novices, hésitant à les suivre sous le feu, furent capturés. Les fuyards étaient suivis de près par les Confédérés et les combattants de deux camps étaient tellement proches que les défenseurs nordistes retranchés derrière les fortifications ne pouvaient faire feu, de peur de frapper leurs camarades.
L'incapacité momentanée de l'Union à défendre l'endroit où la route de Columbia coupait les fortifications créa un point de rupture dans lequel s'engouffrèrent les Confédérés de Cleburne, Brown et French. En quelques minutes, ils pénétrèrent de 50 mètres les défenses fédérales.

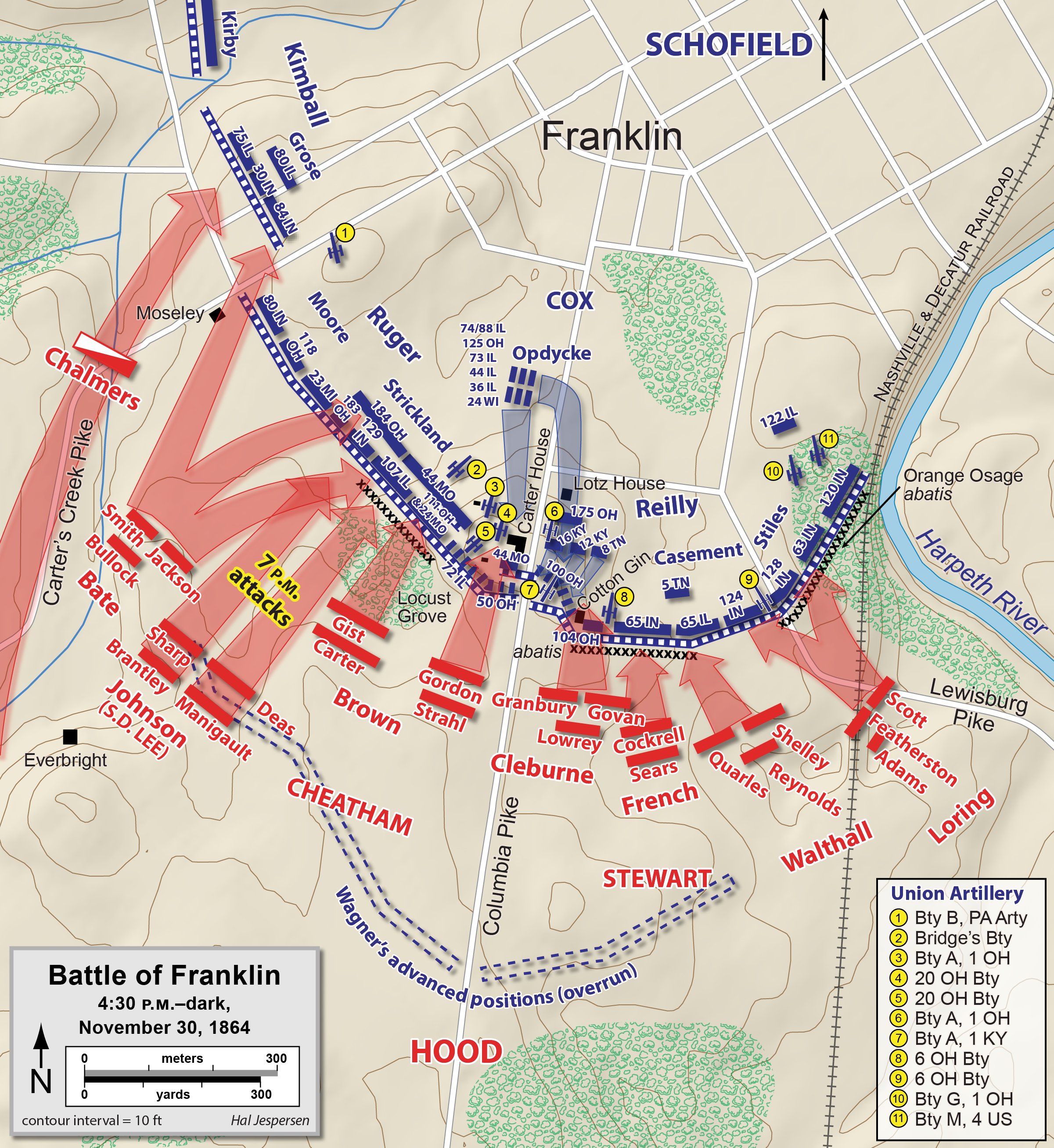
Bataille de Franklin : les attaques confédérées.

Pendant que les Confédérés perçaient le centre des fortifications de l'Union, la brigade d'Opdycke, qui avait refusé de prendre place aux avant-postes, se trouvait en réserve derrière la ligne nordiste. Elle se forma immédiatement en ordre de bataille avança vers les fortifications. Un corps à corps s'engagea autour de Carter House et sur la route de Columbia et des coups de feu furent échangés pendant plusieurs heures autour de Carter House. De nombreux Confédérés furent repoussés sur les fortifications nordistes, contre lesquelles ils restèrent coincés toute la soirée, incapables d'avancer autant que de fuir. La division de Brown subit des pertes importantes, dont quatre commandants de brigades et Brown lui-même, qui fut blessé. Ses hommes fut repoussée puis prise sous le tir croisé des soldats de Reilly, qui leur faisaient face, et de ceux du colonel John S. Casement, qui se tenaient sur la droite de Reilly. Cleburne fut tué dans l'assaut et quatorze de ses subordonnés directs figuraient parmi les pertes.
Tandis que les combats faisaient rage au centre des lignes de l'Union, le Corps de Stewart s'avança contre l'aile gauche de l'Union. Le cours de la Harpeth River coulant à cet endroit du sud-est au nord-est les Confédérés se trouvèrent à avancer dans une zone qui allait en rétrécissant, poussant les brigades les unes contre les autres, retardant leurs mouvement et perturbant la cohésion des unités. Pendant qu'ils tentaient difficilement de se frayer un chemin à travers les abattis, les rebelles furent pris sous un barrage d'artillerie provenant de la principale ligne de défense de l'Union, mais également de Fort Granger, sur la rive nord de la rivière.
Les Sudistes de la division de Loring lancèrent contre la brigade du colonel Israel N. Stiles deux attaques qui furent repoussées avec des pertes importantes. L'artillerie, qui tirait des obus directement sur la tranchée du chemin de fer, empêcha les rebelles de déborder la position de l'Union. Le brigadier-général John Adams chercha à rallier les Confédérés de sa brigade en chargeant droit sur les fortifications : son cheval et lui-même furent tués. La brigade du brigadier-général Winfield S. Featherston commençait à se retirer sous une pluie de balles quand le commandant de la division, le major-général William W. Loring, leur fit face en s'exclamant : « Grand Dieu ! Suis-je à la tête de couards ? ». Il tenta de motiver ses hommes en restant, assis en selle, face aux lignes fédérales, pendant plus d'une minute et en sortit miraculeusement indemne, mais sa brigade n'en avança pas pour autant. La division de Walthall se lança à plusieurs reprises à l'assaut des positions tenues par Casement et Reilly, mais fut repoussée à chaque tentative.
La division du major-général William B. Bate attaqua l'aile droite de l'Union. Son aile gauche, qui n'était pas protégée, contrairement à ce qu'il pensait, par les cavaliers de la division de Chalmers, fut prise en enfilade. Pour protéger son aile, Bate ordonna à la Florida Brigade de sortir de sa réserve et de se placer sur son aile gauche. Ce mouvement retarda son avance et réduisit l'attaque à une seule ligne, la laissant sans réserve. En fait, au même moment, les cavaliers de Chalmers, démontés, étaient déjà aux prises avec la droite de l'Union, mais Bate l'ignorait, les deux unités étant séparées par le relief. Ne parvenant pas à progresser, Bate et Chalmers se retirèrent. Hood restait convaincu qu'il parviendrait à percer la ligne des Fédéraux. Vers 19 heures, il engagea, pour soutenir Cheatham, la seule division du Corps de Stephen D. Lee arrivée sur place, celle du major-général Edward "Allegheny" Johnson, qui fut repoussée dès le premier assaut après avoir essuyé de lourdes pertes.
Pendant que Chalmers s'activait à l'ouest, de l'autre côté de la rivière, vers l'est, Forrest et la cavalerie confédérée tentaient de tourner la gauche de l'Union. À 15 heures, le brigadier-général James H. Wilson, commandant la cavalerie nordiste, apprit que Forrest franchissait la rivière. Il ordonna à la division placée sous le commandement du brigadier-général Edward Hatch de se déplacer au sud de la position qu'il occupait sur la route de Brentwood et d'attaquer Forrest de face. Il demanda par ailleurs au brigadier-général John T. Croxton de presser l'aile gauche de Forrest et tint la brigade du colonel Thomas J. Harrison en réserve. Les cavaliers démontés de la division de Hatch chargèrent les cavaliers confédérés, eux aussi démontés, et les repoussèrent sur l'autre rive.
Après l'échec de l'assaut conduit par Johnson, Hood suspendit l'offensive pour la soirée et commença à préparer les attaques du lendemain. Côté Nordiste, Schofield ordonna à son infanterie de franchir la rivière ; le retrait débuta vers 23 heures. Alors que l'armée de l'Union était exposée et vulnérable pendant la traversée, Hood ne saisit pas cette opportunité et les troupes fédérales purent faire leur entrée dans Nashville à midi, le 1er décembre, toujours poursuivies par ce qui restait de l'armée de Hood.
Les troupes confédérées, gravement affaiblies, avaient pris le contrôle de Franklin, mais leur ennemi leur avait à nouveau échappé. Alors qu'il avait été près de briser les défenses fédérales sur la route de Columbia, Hood n'avait pu détruire les forces de Schofield, empêcher leur retraite et éviter qu'elles ne rejoignent Thomas à Nashville. Ces échecs étaient, de plus, payés au prix fort : les rebelles totalisaient 6 252 pertes (1 750 tués, 3 800 blessés). Près de 2 000 autres, plus légèrement blessés, regagnèrent leur rang à temps pour participer à la bataille de Nashville. Plus grave, l'état-major confédéré dans l'Ouest venait d'être décimé et avait perdu, entre autres, Patrick Cleburne, un de ses meilleurs commandants, quatorze généraux (six tués, sept blessés, un prisonnier) et cinquante-cinq officiers commandant des régiments.
Du côté de l'Union les pertes s'élevaient à 189 tués, 133 blessés et 1 104 disparus. Il est possible que ces chiffres aient été sous-estimés par Schofield en raison de la confusion entourant l'évacuation nocturne de Franklin. Comme souvent, selon une pratique adoptée par les deux belligérants, les blessés de l'Union furent laissés à Franklin.

## La poursuite vers Nashville
L'armée du Tennessee avait été virtuellement détruite à Franklin. Cependant, plutôt que de battre en retraite et voir son armée se dissoudre au fil des désertions, Hood fit avancer les 26 500 hommes qui lui restaient contre les forces fédérales, maintenant réunies sous le commandement de Thomas et solidement retranchées à Nashville. Son armée était démoralisée et hors d'état de repartir à l'offensive, mais Hood estimait qu'une retraite entraînerait sa désintégration complète. Il décida que la destruction de la ligne de chemin de fer du Nashville & Chattanooga Railroad et le sabotage du dépôt de ravitaillement fédéral situé à Murfreesboro (Tennessee) serviraient sa cause. Le 4 décembre, il envoya Forrest à Murfreesboro, avec deux divisions de cavalerie et la division d'infanterie du major-général William B. Bate. Hood ordonna à Bate de détruire la voie ferrée et les fortins situés entre Murfreesboro et Nashville, puis de rejoindre Forrest pour la suite des opérations.

## Forrest à Murfreesboro (5-6 décembre)
Les unités placées sous le commandement de Forrest attaquèrent Murfreesboro, mais elles furent repoussées. Elles détruisirent des voies ferrées, des fortins et quelques habitations, perturbant, mais sans plus, les opérations de l'Union dans le secteur. Le raid sur Murfreesboro constitua, pour les Fédéraux, un désagrément mineur. Bate fut rappelé à Nashville et Forrest, s'attardant dans les parages de Murfreesboro, ne put participer à la bataille de Nashville. Rétrospectivement, la décision de Hood de détacher Forrest s'avéra une bourde majeure.

## Bataille de Nashville (15-16 décembre)

La bataille de Nashville, 15-16 décembre.

Sous le commandement de Thomas, qui disposait maintenant de 55 000 hommes environ, des fortifications semi-circulaires de 10 km de long entouraient Nashville d'ouest en est. Le reste du cercle, vers le nord était formé par la Cumberland River, que patrouillaient les canonnières de la marine de l'Union.
Thomas resta inactif pendant deux semaines, faisant monter la tension à Washington où on voyait déjà Hood envahir les États du Nord. Grant fit pression sur Thomas pour qu'il passe à l'action, en dépit de la terrible tempête de glace qui, le 8 décembre, paralysa les travaux des deux côtés. Quelques jours plus tard, Grant, convaincu que Hood allait lui échapper, envoya un de ses fidèles relever Thomas de son commandement. Le 13 décembre, le major-général John A. Logan reçut l'ordre de se porter sur Nashville et d'y prendre le commandement si, à son arrivée, Thomas n'avait pas engagé les opérations. Le 15 décembre, il était à Louisville (Kentucky) quand la bataille de Nashville débuta enfin.
Le 15 décembre, Thomas quitta finalement l'abri de ses fortifications pour engager une attaque en deux étapes contre les Confédérés. La première attaque (accessoire) devait être conduite par Stedman sur le flanc droit des Confédérés. L'attaque principale se ferait sur la gauche, et serait conduite par Smith, Wood, et le brigadier-général Edward Hatch (à la tête d'une brigade de cavalerie démontée). L'attaque de Steedman sur la droite tint les confédérés de Cheatham mobilisés pendant toute la journée. L'attaque principale pivota vers la gauche sur une ligne parallèle à la route de Hillsboro. Vers midi, elle avait atteint la route et Wood s'apprêtait à attaquer les avant-postes confédérés sur Montgomery Hill, près du centre de leurs lignes. Hood, prenant conscience de la menace sur son aile gauche, ordonna à Lee d'envoyer des renforts à Stewart. Le Corps de Wood s'empara de Montgomery Hill à l'issue d'une charge conduite par la division du brigadier-général Samuel Beatty.
Vers 13 heures la ligne de Hood dessinait un saillant à l'emplacement où se tenait Stewart. Thomas ordonna à Wood de l'attaquer, avec le soutien de Schofield et Wilson. Les attaquants étant très supérieurs en nombre, vers 13 h 30, la position de Stewart le long de la route devint intenable. Son Corps se disloqua et commença à battre en retraite vers la route de Granny White. Mais Hood parvint malgré tout à rassembler ses hommes, à la nuit tombée, pour préparer les mouvements du lendemain. Diminuée par la participation de certains de ses hommes, qui participaient à l'assaut démontés, la cavalerie nordiste, confiée à Wilson, n'était pas parvenue à faire suffisamment pression, sur la route, pour empêcher le mouvement des Confédérés. Épuisés, ceux-ci creusèrent des tranchées toute la nuit dans l'attente de l'arrivée de l'ennemi.
Il fallut toute la matinée du 16 décembre pour que les Fédéraux se mettent en position face à la nouvelle ligne de Hood, réduite à 3 km de long. À nouveau, Thomas voulait une attaque en deux temps, concentrée sur la gauche de Hood. Schofield devait repousser Cheatham et la cavalerie de Wilson devait faire mouvement sur l'arrière pour couper la route de Franklin, la seule voie de repli pour Hood. À midi, Wood et Stedman attaquèrent, sans succès, Lee sur Overton's Hill. Sur la gauche, la cavalerie démontée de Wilson sollicitait la résistance de la ligne confédérée.
À 16 heures Cheatham, positionné sur Shy's Hill, était assailli sur trois côtés. Wood saisit l'occasion pour renouveler son attaque contre Lee sur Overton's Hill, bénéficiant cette fois d'une effet d'entraînement imparable. Avec la nuit, de fortes pluies commencèrent à tomber. Hood rassembla ses forces et se replia vers le sud en direction de Franklin.
Les deux jours de combats avaient fait 3061 victimes du côté de l'Union (387 tués, (2 558 blessés et 112 prisonniers ou disparus) et environ 6000 côté confédéré (1 500 tués ou blessés, 4 500 prisonniers ou disparus).
La bataille de Nashville reste une des victoires les plus éclatantes de l'Union. La grande armée du Tennessee, la seconde de la Confédération par la taille, y fut anéantie en tant que force combattante. L'armée de Hood, entrée au Tennessee avec plus de 30 000 hommes, se retira avec un effectif de 15 à 20 000 soldats.

## Retraite de Hood
Depuis Nashville, l'armée de l'Union se lança à la poursuite de Hood . Une pluie battante vint au secours des Confédérés, retardant la poursuite confiée à la cavalerie, et Forrest put rejoindre Hood le 18 décembre, protégeant la retraite des rebelles. La poursuite continua jusqu'à ce que l'armée sudiste, battue et en lambeaux, repasse le Tennessee le 25 décembre. La veille de Noël, Forrest repoussa la cavalerie de Wilson lors de la bataille d'Anthony's Hill.

## Conséquences
Hood fit porter toute la responsabilité de l'échec de sa campagne à ses subordonnés et à ses soldats, mais sa carrière était terminée. Il battit en retraite jusqu'à Tupelo (Mississippi), remis son commandement le 13 janvier 1865 et ne se vit plus confier d'unités.
Forrest regagna le Mississippi, mais en 1865 il fut chassé vers l'Alabama par James H. Wilson et ses unités se dispersèrent et perdirent de leur efficacité.
Au moment où Hood se faisait écraser à Nashville, l'armée de Sherman avait atteint les faubourgs de Savannah, dont elle s'empara juste avant Noël.
5 000 sudistes de l'armée du Tennessee furent par la suite employés, sous le commandement de Joseph E. Johnston contre Sherman en Caroline du Sud, mais en pure perte.